# Галумян Володимир Багратович
Володимир Багратович Галумян (16 січня 1932, село Севкар Іджеванського району, тепер Вірменія — ?) — вірменський радянський діяч, секретар ЦК КП Вірменії. Депутат Верховної ради Вірменської РСР 7—11-го скликань.

## Життєпис
Член КПРС з 1953 року.
У 1955 році закінчив агрономічний факультет Вірменського сільськогосподарського інституту.
У 1955—1956 роках — агроном машинно-тракторної станції в Іджеванському районі, агроном колгоспу «Севкар» Іджеванського району Вірменської РСР.
У 1956—1961 роках — на керівних посадах в Управлінні хлібозаготівель при Раді міністрів Вірменської РСР.
У 1961—1962 роках — інспектор закупівельної служби овочевої продукції Міністерства заготівель Вірменської РСР.
У 1962—1964 роках — начальник відділу Міністерства виробництва і заготівель сільськогосподарських продуктів Вірменської РСР. 
У 1964—1965 роках — секретар партійного комітету Іджеванського колгоспно-радгоспного виробничого управління.
У 1965—1970 роках — 1-й секретар Іджеванського районного комітету КП Вірменії.
У 1970 — 23 листопада 1972 року — завідувач відділу сільського господарства ЦК КП Вірменії.
23 листопада 1972 — 10 липня 1986 року — секретар ЦК КП Вірменії з питань сільського господарства.
11 липня 1986 — 22 листопада 1988 року — заступник голови Президії Верховної ради Вірменської РСР.
Подальша доля невідома.

## Нагороди
- три ордени Трудового Червоного Прапора
- ордени
- медалі